# Braun (Automobilhersteller)

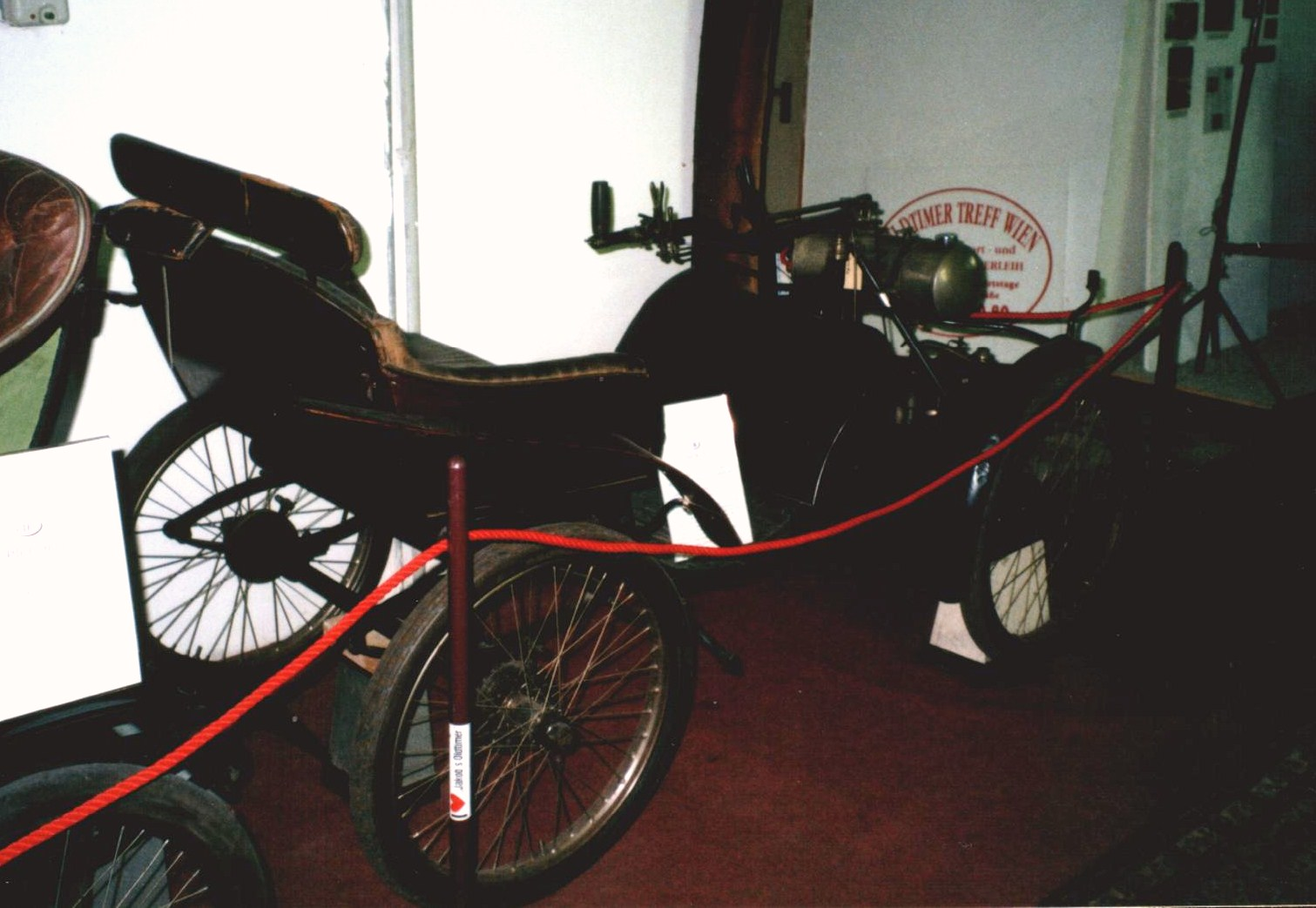
Braun von 1900

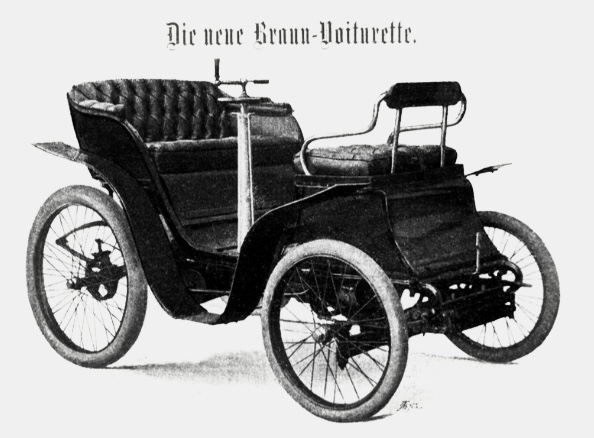
Braun Voiturette von 1900

August Braun, Erste Österreichische Motorfahrzeugfabrik war ein Hersteller von Automobilen aus Österreich-Ungarn.

## Unternehmensgeschichte
Das Unternehmen von August Braun und Wilhelm Stift sen. (1845–1917) aus Wien begann 1899 mit der Produktion von Automobilen. Wilhelm Stift verließ Ende 1900 das Unternehmen, um die Automobilfabrik Celeritas zu gründen. 1910 endete die Produktion.

## Fahrzeuge
Das erste Modell besaß einen Einzylinder-Frontmotor von De Dion-Bouton mit 523 cm³ Hubraum mit 86 mm Bohrung und 90 mm Hub, hatte Frontantrieb und ähnelte dem Parisienne. Die Motoren leisteten 4,5 PS. Der Tankinhalt betrug 18 Liter. Die Vorderräder hatten einen Durchmesser von 650 mm, die Hinterräder hatten einen Durchmesser von 800 mm. 1900 folgten Modelle mit verschiedenen Konzepten, mit Frontmotor, mit dem Motor unter der Sitzbank und mit Heckmotor.
Ein Fahrzeug dieser Marke war im Jahre 2000 im Automobil- und Motorradmuseum Austria in Gramatneusiedl zu besichtigen.